# اریکا کریستنسن
اریکا کریستنسن (به انگلیسی: Erika Christensen) بازیگر، سینما، تلویزیون زاده ۱۹۸۲ میلادی در شهر سیاتل، واشینگتن، آمریکا زاده شد. وی فعالیت خود را در سینما با فیلم قاچاق (فیلم ۲۰۰۰) در کنار مایکل داگلاس شروع کرد و در سال ۲۰۰۵ در فیلم نقشه پرواز ایفای نقش داشت. اریکا کریستنسن در تلویزیون در سریالهای فریژر و به من دروغ بگو و همچنین در سریال قانون و نظم: واحد قربانیان ویژه هم حضور داشت. او در فیلم بالاترین نمره، خواهران بنگر، پرونده‌ای برای مسیح و در معرض خشم هم بازی کرد.